# Seznam velkostatků ve Slezsku na přelomu 19. a 20. století

Mapa velkostatků ve Slezsku v roce 1844

Seznam velkostatků v Rakouském Slezsku představuje rozdělení pozemkového vlastnictví na přelomu 19. a 20. století. Údaje o hektarové výměře a majitelích vycházejí z roku 1899 podle ročenky Neuester Schematismus der Herrchaften, Güter und Zuckerfabriken in Mähren und Schlesien. Nejvýznamnější majetek představovalo historické území Těšínského knížectví, které od poloviny 17. století patřilo Habsburkům, od roku 1895 byl jeho majitelem vrchní velitel c.k. armády arcivévoda Bedřich, k těšínskému panství patřil od roku 1797 také Frýdek zakoupený od Pražmů z Bílkova. I když arcivévoda Bedřich vlastnil i rozsáhlé statky na jižní Moravě (Židlochovice) a v Uhrách, Těšínsko díky obrovským ziskům z těžby černého uhlí představovalo hlavní zdroj jeho příjmů. Vysoké výnosy z důlního podnikání přispěly také ke společenskému vzestupu dalších majitelů pozemků ze starobylé šlechty na Ostravsku a Karvinsku (Larischové, Wilczkové). Historický význam měla pro rod Lichtenštejnů držba Opavska a Krnovska spojená s knížecím titulem (1614). Bohatství církve v této oblasti (vratislavské biskupství, Řád německých rytířů) mělo základ především v rozsáhlých lesních porostech Jeseníků. K významným majetkovým přesunům ve Slezsku došlo ještě před pozemkovou reformou, protože hned po vzniku Československa byl zestátněn majetek Habsburků, po roce 1918 došlo i k rozdělení samotného Těšínska mezi Československo a Polsko. Níže uvedený seznam zahrnuje velkostatky s rozlohou nad 1 000 hektarů půdy. 

## Seznam
| Velkostatek           | Výměra v hektarech | Majitel                                      |
| --------------------- | ------------------ | -------------------------------------------- |
| Těšín – Frýdek        | 64 332             | arcivévoda Bedřich                           |
| Javorník – Jeseník    | 34 666             | Vratislavské biskupství                      |
| Bruntál               | 12 052             | Řád německých rytířů                         |
| Opava – Krnov         | 9 290              | Jan II. kníže z Lichtenštejna                |
| Karviná               | 8 156              | Jindřich hrabě Larisch-Mönnich               |
| Hradec nad Moravicí   | 4 342              | Karel Max kníže Lichnowský                   |
| Bravantice – Studénka | 4 218              | Gebhard Leberecht kníže Blücher z Wahlstattu |
| Bílsko                | 3 358              | Josef Maria kníže Sułkowski                  |
| Klimkovice            | 2 966              | Jan Nepomuk hrabě Wilczek                    |
| Hošťálkovy            | 2 462              | Gerhard hrabě Arco                           |
| Slezská Ostrava       | 2 093              | Jan Nepomuk hrabě Wilczek                    |
| Horní Hoštice         | 1 988              | Město Pačkov                                 |
| Odry                  | 1 900              | Moritz Lazarus                               |
| Štítina – Hrabyně     | 1 820              | Řád německých rytířů                         |
| Velké Heraltice       | 1 802              | František Alexandr hrabě Bellegarde          |
| Kyjovice              | 1 764              | Bertha hraběnka zu Stolberg-Stolberg         |
| Albrechtice           | 1 759              | Karl Bayer, Gustav Hirsch                    |
| Ráj                   | 1 740              | Jiří svobodný pán Bees z Chrostiny           |
| Vítkov – Melč         | 1 723              | Kamillo hrabě Razumovsky                     |
| Skřipov               | 1 626              | Město Opava                                  |
| Javoří                | 1 476              | Filip Arnošt hrabě Saint-Genois              |
| Hradec                | 1 287              | Francizsek Strzygowski                       |
| Ondřejovice           | 1 241              | Anna Rudzinska von Rudno                     |
| Rychvald              | 1 203              | Františka hraběnka ze Starhembergu           |
| Čechovice             | 1 171              | Wenzel Hainisch                              |